# عايلة معطلة
عايلة معطلة هو مسلسل تلفزيوني كوميدي جزائري عُرض لأول مرة في رمضان 1445 هـ (2024) على قناة الوطنية الجزائرية. من إخراج أمين سيدي بومدين، وتأليف بلقاسم رحمون. بطولة أمين عبدلي و فريدة حرحار و أمين سيدي بومدين.

## قصة المسلسل
في منزل بسيط يعجّ بالحياة والضحك، تعيش عائلة من الطبقة المتوسطة يومياتها بين الفوضى والمواقف الطريفة. من الأب الذي يحاول فرض النظام دون جدوى، إلى الأم التي تُدير الأزمات العائلية بحكمة، والأبناء الذين لا يكفون عن إيقاع أنفسهم في مشكلات لا تنتهي. بين الحوارات الساخرة، المفاجآت غير المتوقعة، والمواقف المضحكة، تتحول حياتهم العادية إلى مغامرة يومية مليئة بالكوميديا والمرح.

## الممثلون
البطولة
- أمين عبدلي
- فريدة حرحار
- أمين بومدين
- لياس نشام
- نورهان كركاش
- نسرين أيت اوسنة
- بدور بن وشفون
- محمد غماري
- أمين موساوي
- بشرى بن عياش

- ميرة تاشفين
- مراد شعبان
- لميس حميدات

وعدة نجوم وممثلين جزائريين

## روابط خارجية
- عايلة معطلة على موقع قاعدة بيانات الأفلام العربية